# بادي روان
بادي روان (بالإنجليزية: Paddy Rowan)‏ هو لاعب كرة قدم أسترالية أسترالي، ولد في 28 مايو 1889 في St Arnaud, Victoria ‏ في أستراليا، وتوفي في 5 ديسمبر 1916 في معركة السوم في فرنسا.

## وصلات خارجية
- بادي روان على موقع AustralianFootball.com (الإنجليزية)
- بادي روان على موقع AFLtables.com (الإنجليزية)